# Гуансюй
Айсиньгьоро Цзайтянь (кит. трад. 愛新覺羅·載湉; 14 августа 1871 — 14 ноября 1908), правивший под девизом «Гуансюй» (кит. трад. 光緒 — «Славная преемственность», 25 февраля 1875 — 14 ноября 1908) — предпоследний император империи Цин. Пытался проводить реформы, стремясь превратить Китай из отсталой феодальной страны в буржуазную конституционную монархию по образцу Японии, но был помещён под домашний арест в 1898 году и спустя 10 лет отравлен.

## Биография

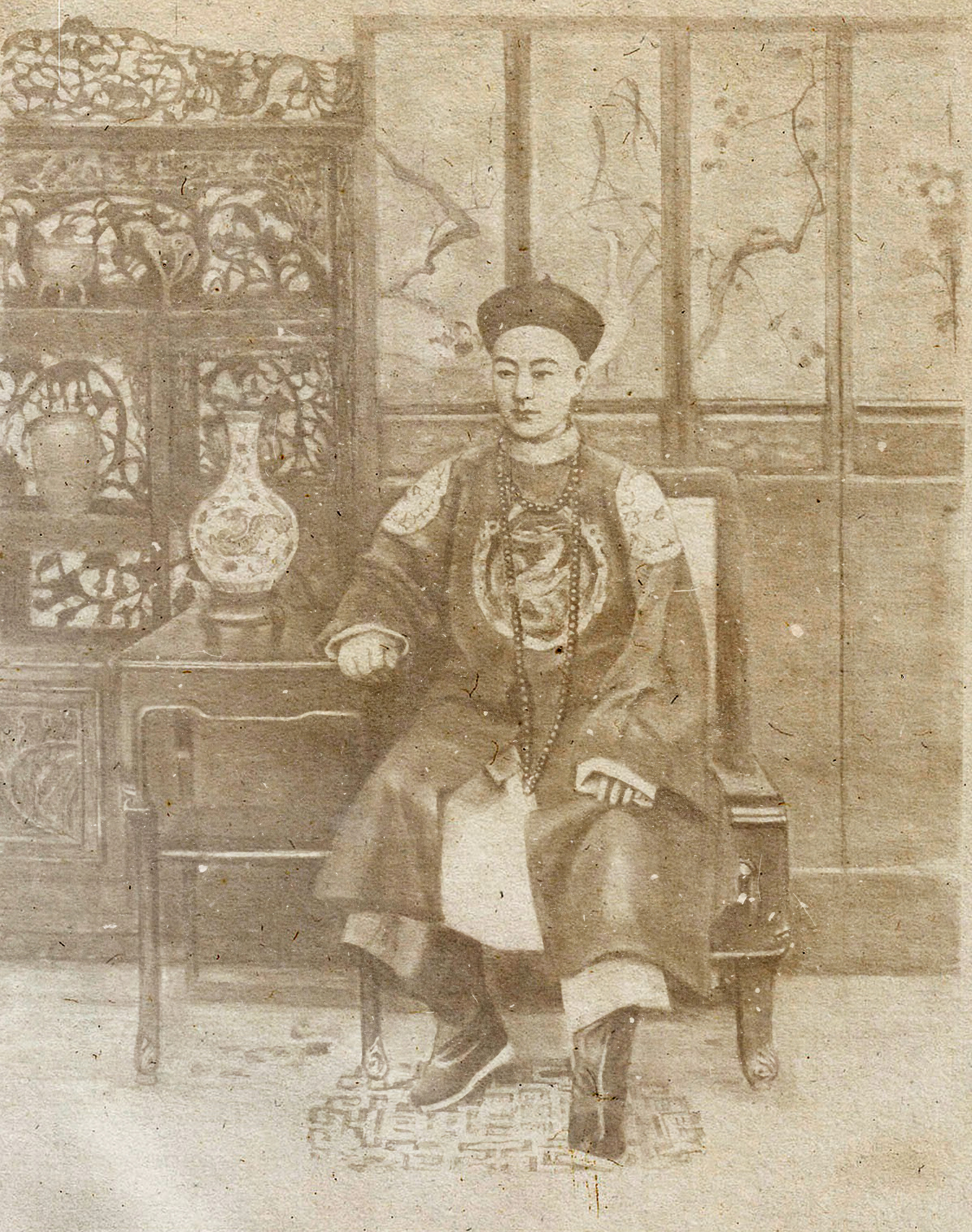
Прижизненный портрет императора Гуансюя. Иллюстрация. [https://historum.com/history-pictures/guangxu-emperor-%E5%85%89%E7%B7%92%E5%B8%9D-china-19th-century-illustration.518/

В период его правления власть фактически находилась в руках его тётки и приёмной матери — вдовствующей императрицы Цыси, которая пресекла реформаторские начинания Гуансюя — проект умеренных «Ста дней реформ» в 1898 году, целью которых было преобразовать империю по образцу японской революции Мэйдзи. В ходе этих реформ Гуансюй основал, в частности, Императорскую высшую школу — Пекинский университет.
После переворота, устроенного Цыси благодаря измене генерала Юань Шикая, император жил под домашним арестом в пекинском Чжуннаньхае; указом вдовствующей императрицы он был объявлен недостойным сана. Европейские державы продолжали признавать его царствующим государем; формально его царствование и эра продолжались до конца его жизни, многие оппозиционеры и эмигранты планировали вернуть его к реальной власти. В 1901 во время ихэтуаньского («боксёрского») восстания против европейцев Гуансюй и Цыси были эвакуированы из Пекина в Сиань в крестьянской одежде. Гуансюй умер в своём павильоне в Запретном городе за день до Цыси; ходили слухи, что она, почувствовав, что умирает, приказала его отравить, хотя молодой император был давно болен туберкулёзом. Однако, есть и версия, что отравлен император был генералом Юанем, который мог бояться, что если Цыси умрёт раньше Гуансюя, то тот отомстит ему за измену. В 2008 году китайские исследователи опубликовали материалы исследования останков, согласно которым Гуансюя действительно отравили мышьяком.
Официальной супругой Гуансюя была племянница Цыси императрица Лунъюй, после его смерти ставшая регентшей и подписавшая отречение за Пу И в 1912 году. Любимую наложницу императора, Чжэнь, Цыси приказала утопить в колодце в 1900 году, заподозрив её в контактах с западными державами. У него не было детей; преемником Гуансюя по распоряжению Цыси стал его 2-летний племянник Пу И (император Сюаньтун).
После Синьхайской революции 1911 года был воздвигнут мавзолей Гуансюя. Сунь Ятсен положительно оценивал его образовательные реформы; коммунистический историк Фань Вэньлянь назвал его «маньчжурским аристократом, усвоившим западную философию»; Гуансюй считается основоположником модернизации Китая.

#### Кинематограф
- В фильмах Ли Ханьсяна «Вдовствующая императрица» (другое название:《倾国倾城》, Гонконг, 1975) и «Последняя буря» (Гонконг, 1976) роль Гуансюя исполнял Ти Лун.